# Thorame-Haute
 Thorame-Haute  es una población y comuna francesa, situada en la región de Provenza-Alpes-Costa Azul, departamento de Alpes de Alta Provenza, en el distrito de Castellane y cantón de Allos-Colmars.

## Demografía
| 210 | 206 | 191 | 187 | 206 | 174 |
| Para los censos de 1962 a 1999 la población legal corresponde a la población sin duplicidades (Fuente: INSEE [Consultar]) |     |     |     |     |     |